# Парламентские выборы на Украине (2002)
Парламентские выборы на Украине (2002) — третьи выборы в Верховную раду Украины после обретения страной независимости в 1991 году.
Состоялись 31 марта 2002. 225 депутатов украинского парламента избирались по партийным спискам в едином многомандатном округе (с порогом прохождения 4%) и ещё 225 по одномандатным округам.
| номер | партия / блок                                                     | результаты в % по партийным спискам | количество проведенных в парламент депутатов по партийным спискам | количество проведенных в парламент депутатов по одномандатным округам |
| ----- | ----------------------------------------------------------------- | ----------------------------------- | ----------------------------------------------------------------- | --------------------------------------------------------------------- |
| 1     | Блок Виктора Ющенко «Наша Украина»                                | 23,57                               | 70                                                                | 42                                                                    |
| 2     | Коммунистическая партия Украины                                   | 19,98                               | 59                                                                | 6                                                                     |
| 3     | Блок партий «За Единую Украину»                                   | 11,77                               | 35                                                                | 66                                                                    |
| 4     | Блок Юлии Тимошенко                                               | 7,26                                | 22                                                                | -                                                                     |
| 5     | Социалистическая партия Украины                                   | 6,87                                | 20                                                                | 3                                                                     |
| 6     | Социал-демократическая партия Украины (объединённая)              | 6,27                                | 19                                                                | 5                                                                     |
| 7     | Блок Наталии Витренко (ПСПУ+Партия педагогов)                     | 3,22                                | -                                                                 | -                                                                     |
| 8     | Всеукраинское политическое объединение «Женщины за будущее»       | 2,11                                | -                                                                 | -                                                                     |
| 9     | Команда озимого поколения (конст-дем п, лдп,честной власти, усдп) | 2,02                                | -                                                                 | -                                                                     |
| 10    | Коммунистическая партия Украины (обновлённая)                     | 1,39                                | -                                                                 | -                                                                     |
| 11    | Партия зелёных Украины                                            | 1,30                                | -                                                                 | -                                                                     |
| 12    | Партия «Яблоко»                                                   | 1,15                                | -                                                                 | -                                                                     |
| 13    | Блок «Единство» (сдс, молодая украина, свич, единство)            | 1,09                                | -                                                                 | 3                                                                     |
| 14    | Демократическая партия Украины — Демократический союз             | 0,87                                | -                                                                 | 4                                                                     |
| 15    | Партия «Новое поколение Украины»                                  | 0,77                                | -                                                                 | -                                                                     |
| 16    | Партия «Русский блок»                                             | 0,73                                | -                                                                 | -                                                                     |
| 17    | Блок «ЗУБР» (Свет с востока, Союз труда)                          | 0,43                                | -                                                                 | -                                                                     |
| 18    | Коммунистическая партия рабочих и крестьян                        | 0,41                                | -                                                                 | -                                                                     |
| 19    | Крестьянская партия Украины                                       | 0,37                                | -                                                                 | -                                                                     |
| 20    | Партия реабилитации народа Украины                                | 0,35                                | -                                                                 | -                                                                     |
| 21    | Всеукраинская партия трудящихся                                   | 0,34                                | -                                                                 | -                                                                     |
| 22    | Всеукраинское объединение христиан                                | 0,29                                | -                                                                 | -                                                                     |
| 23    | Социал-демократическая партия Украины                             | 0,26                                | -                                                                 | -                                                                     |
| 24    | Блок Народного руха Украины (нру, центр)                          | 0,16                                | -                                                                 | -                                                                     |
| 25    | Блок «Против всех» (ппу, пмсбу)                                   | 0,11                                | -                                                                 | -                                                                     |
| 26    | Украинская морская партия                                         | 0,11                                | -                                                                 | 1                                                                     |
| 27    | Народная партия вкладчиков и социальной защиты                    | 0,10                                | -                                                                 | -                                                                     |
| 28    | Всеукраинская партия «Новая сила»                                 | 0,10                                | -                                                                 | -                                                                     |
| 29    | Украинское христианское движение                                  | 0,09                                | -                                                                 | -                                                                     |
| 30    | Партия Всеукраинского объединения левых «Справедливость»          | 0,08                                | -                                                                 | -                                                                     |
| 31    | Украинская национальная ассамблея                                 | 0,04                                | -                                                                 | -                                                                     |
| 32    | Блок «Новый мир» (новый мир, уп)                                  | 0,04                                | -                                                                 | -                                                                     |
| 33    | Партия «Либеральная Украина»                                      | 0,03                                | -                                                                 | -                                                                     |
| 34    | Партия национально-экономического развития Украины                | -                                   | -                                                                 | 1                                                                     |
|       | Беспартийные                                                      | -                                   | -                                                                 | 94                                                                    |
|       | Всего                                                             | 100,00                              | 225                                                               | 225                                                                   |

Жирным шрифтом показаны партии, представители которых прошли в парламент и беспартийные.

## Политические блоки в 1998[1]
- КПУ — поддержка на востоке и в Крыму
- Наша Украина — поддержка в Центре и на Западе Украины
- Народный рух Украины — поддержка на Западной Украине
- СПУ — поддержка в Центре Украины и на Буковине
- За ЕдУ — поддержка на Юге и Востоке Украины
- Партия зелёных Украины — поддержка в Киеве и Одесской области
- Громада — поддержка в Днепропетровске
- БЮТ — поддержка в Киеве и на Северо-Западной Украине
- НДП — поддержка в Запорожье и Донбассе
- СДПУ(о) — поддержка в Закарпатской области, Крыму и на Востоке
- ПСПУ — поддержка в Сумской области и Харькове